# Smash into Pieces
Smash Into Pieces es un grupo musical sueco de rock alternativo y metal alternativo procedente de Örebro y surgido en 2008 a manos de Benjamin "Banjo" Jennebo. En 2012 firman contrato con Gain/Sony Music y poco después fueron nombrados grupo revelación del año según "Bandit Rock Awards".
No sería hasta el año 2013 cuando sale a la venta su disco debut "Unbreakable". Durante el verano de 2014 salen de gira europea junto a Amaranthe y Deals Death, además de eso han sido teloneros de Alter Bridge y Halestorm.
A principios de febrero de 2015 vio la luz el segundo disco "The Apocalypse DJ".

## Miembros
- Chris Adam Hedman Sörbye - voz
- Benjamin "Banjo" Jennebo- guitarra
- Per Bergquist - guitarra
- The Apocalypse "APOC" DJ - batería
- Emanuel Magnil - guitarra (en vivo)

### Exmiembros
- Isak Snow - batería
- Viktor Vidlund - bajo

## Discografía

### Larga Duración
- Unbreakable - 2013
- The Apocalypse DJ - 2015
- Rise And Shine - 2017
- Evolver - 2018
- Arcadia - 2020
- A New Horizon - 2021
- Disconnect - 2022
- Ghost Code - 2024

### Sencillos
- Fading - 2009
- I Want You To Know - 2012
- Colder - 2013
- A Friend Like You - 2013
- Disaster Highway - 2014
- Checkmate - 2015
- Rock 'N' Roll - 2015
- Merry Go Round - 2016
- Let Me Be Your Superhero - 2016
- Higher - 2016
- Boomerang - 2017
- YOLO - 2017
- Radioactive Mother - 2017
- Superstar In Me - 2018
- Ride With U - 2018
- In Need of Medicine - 2018
- Paradise - 2018
- Like This! - 2018
- Human - 2019
- My Precious - 2019
- Arcadia - 2019
- EGO - 2019
- Mad World - 2019
- Godsent - 2020
- All Eyes On You - 2020
- Everything They S4y - 2020
- Wake Up - 2020
- Big Bang - 2020
- Counting on Me - 2020
- Rise up - 2021
- Real One - 2021
- My Wildest Dream - 2021
- Bangarang - 2021
- Broken Parts - 2021
- Cut You Off - 2021
- Glow In The Dark - 2021
- The Rain - 2021
- Not Waiting For Heaven - 2021
- Deadman - 2022
- Vanguard - 2022
- A Shot in the Dark - 2022
- Heathens - 2022
- Throne - 2022
- Freight Train - 2022
- Sleepwalking - 2022
- Six Feet Under - 2023
- The Tide - 2023
- Flow - 2023
- Watching Over You - 2023
- Out of Here - 2023
- Venom - 2023
- Trigger - 2024
- Heroes Are Calling - 2024
- Wildfire - 2024
- Hurricane - 2024
- Maze of Fools - 2024
- Man or Machine - 2025
- A Sky Full of Stars - 2025
- Broken Halo - 2025